# كونستانتين ماكوفسكي

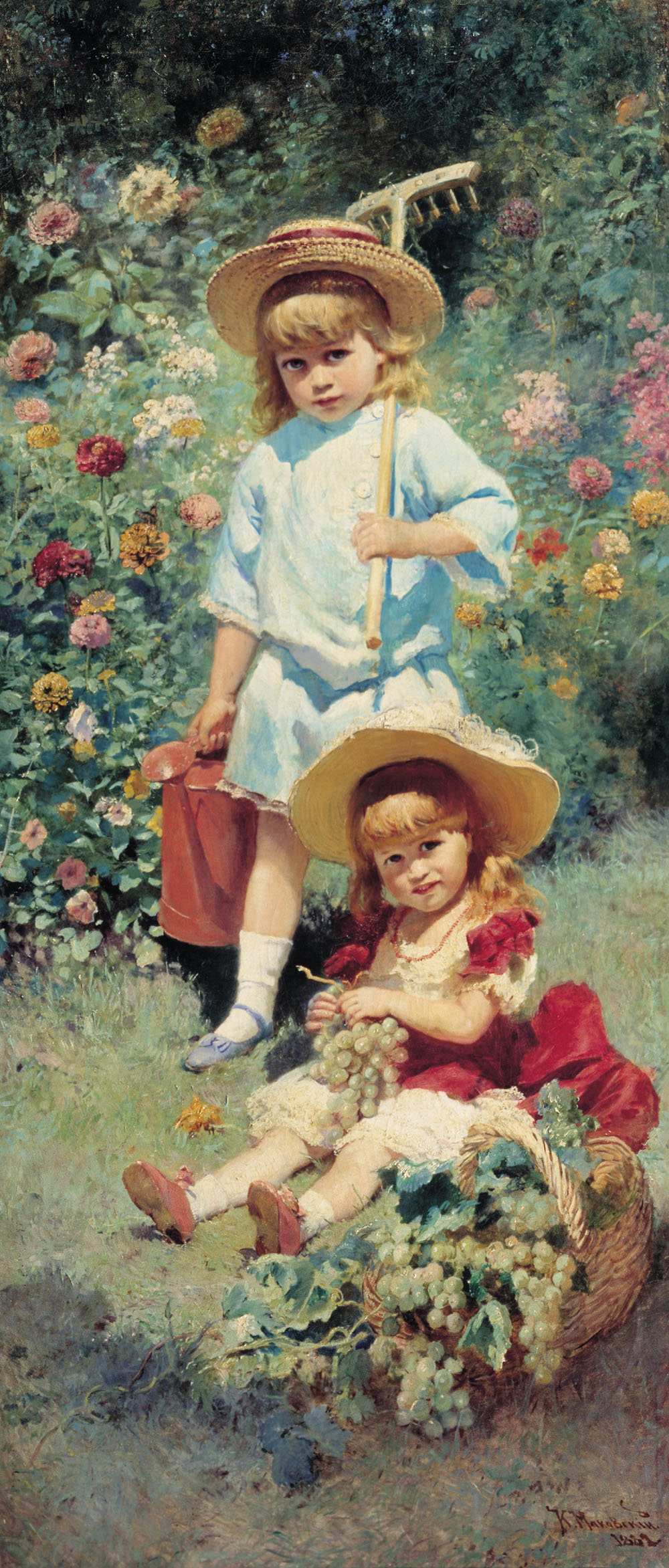
أطفال الفنان 1882.

كونستانتين يغوروفيتش ماكوفسكي (الروسية: Константи́н Его́рович Мако́вский) (مواليد 20 يونيو 1839 - 17 سبتمبر 1915) كان رساماً روسياً ذائع الصيت. انتمى إلى مجموعة «المتجولون» أو بيريدفيجنيكي (الروسية: Передви́жники). العديد من لوحاته من قبيل رداء العروس الروسية (1889) تظهر بصورة مثالية أساليب الحياة في روسيا قبل قرون خلت. كما يعتبر ممثلاً لفن الصالونات الثقافية.

## سيرة
ولد ماكوفسكي في موسكو وهو الابن الأكبر لأحد جامعي الفنون والرسامين الهواة إيغور إيفانوفيتش ماكوفسكي مؤسس «صف الطبيعة» (الروسية: Натурный класс) في 1832، المدرسة الفنية التي صارت لاحقاً الأكاديمية الشهيرة التي تحمل حالياً اسم «أكاديمية موسكو للرسم والنحت والعمارة».
كان من أصدقاء أسرته الرسام كارل بريولوف (1799-1852) والرسام فاسيلي تروبنين (1776-1857). ونتيجة لهذا الوسط الفني فقد غدا جميع أطفال أسرة إيغور من مشاهير الفنانين كفلاديمير (1846-1920) ونيكولاي (1842-1886)، ألكسندرا (1837-1915) إضافة إلى ألكسندر (1869-1924) وسيرجي (1877-1962) والأخيران هما ابنا كونستانتين.
لاحقا كتب كونستانتين قائلاً: (..لما غدوت عليه أعتقد أنني لا يجب أن أشكر الأكاديمية أو الأساتذة وانما فقط أبي.)
في 1851 انخرط كونستانتين في «مدرسة موسكو للرسم والنحت والعمارة» حيث صار تلميذاً متفوقاً ليتحصل بسهولة على غالبية الجوائز.
يمكن ملاحظة تأثر كونستانتين ببريولوف في ميله إلى الرومانسية والتزيين في لوحاته.
في 1858 انخرط في الأكاديمية الإمبراطورية للفنون في سانت بطرسبرغ، وشارك في عدة معارض بدءاً من 1860 بلوحات من قبيل علاج العميان (1860)، عملاء ديمتري المزيف وقتل ابن بوريس غودونوف (1862).
في 1863 قام ماكوفسكي برفقة 13 طالباً آخر في الأكاديمية بمغادرتها دون الحصول على شهادة رسمية منها بسبب رفضهم المشاركة حول موضوع المسابقة والذي كان حول الميثولوجيا الإسكندنافية.
حدث تغير ملحوظ في أسلوبه في الرسم بعد جولة له شملت مصر وصربيا في أواسط 1870 لتتغير اهتماماته من المشاكل الاجتماعية والنفسية إلى معالجة المشاكل الفنية من ألوان وأحجام.
في ثمانينيات القرن التاسع عشر أصبح من مشاهير رسامي البورتريهات واللوحات التاريخية، وفي المعرض العالمي الذي أقيم في باريس عام 1889 حاز على جائزة «الميدالية الذهبية الكبرى» عن لوحاته «موت إيفان الرهيب»، محاكمة باريس "The Judgment of Paris"، تمارا وديمون. وقد كان أحد أغلى وأشهر الرسامين الروس في زمانه، فيما عُده البعض من رواد الانطباعية الروسية.
تعرض ماكوفسكي لحادث مروري حين اصطدمت عربته التي تجرها الخيل بترام كهربائي وفارق الحياة في 1915 في سان بطرسبرغ.

## أعمال

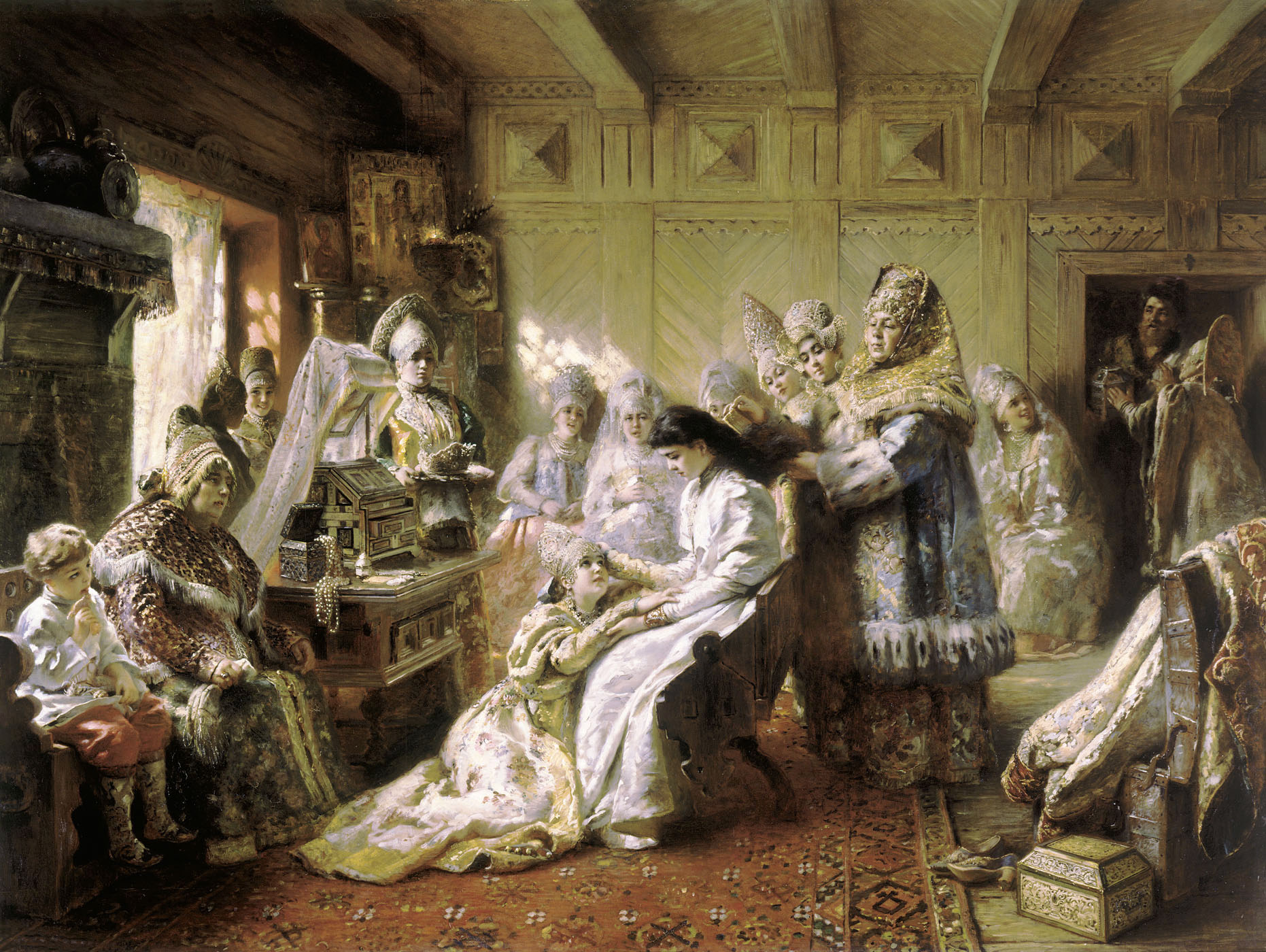
رداء العروس الروسية (1889)
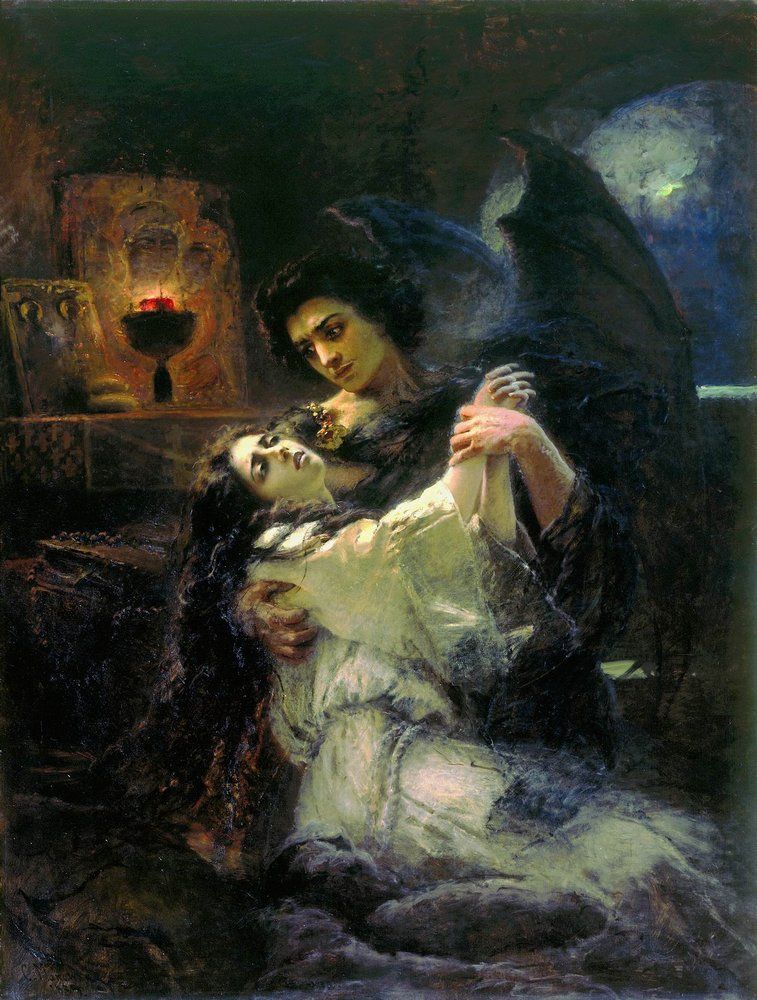
تمارا وديمون (1889)
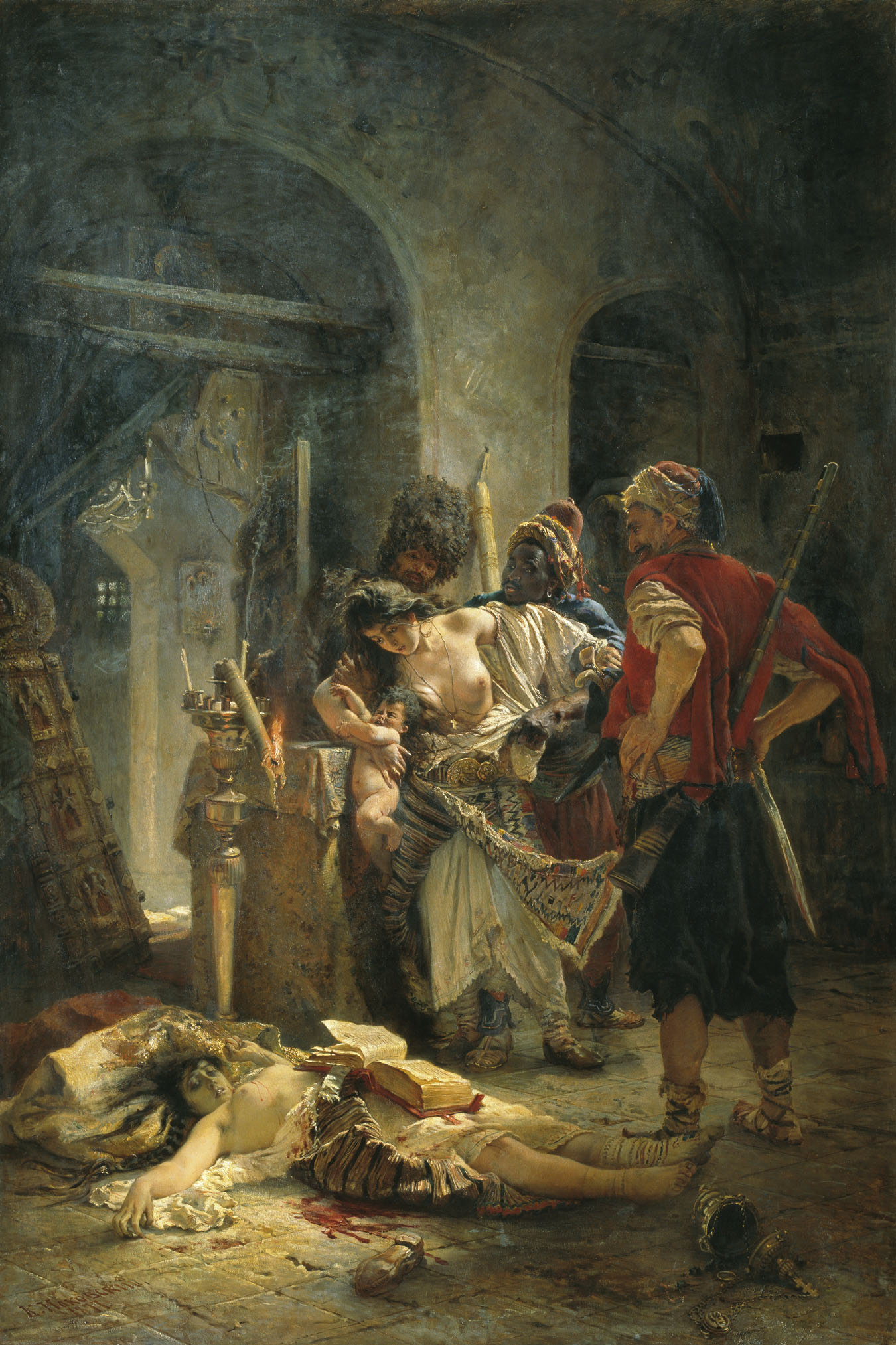
الشهيدات البلغاريات (1877)

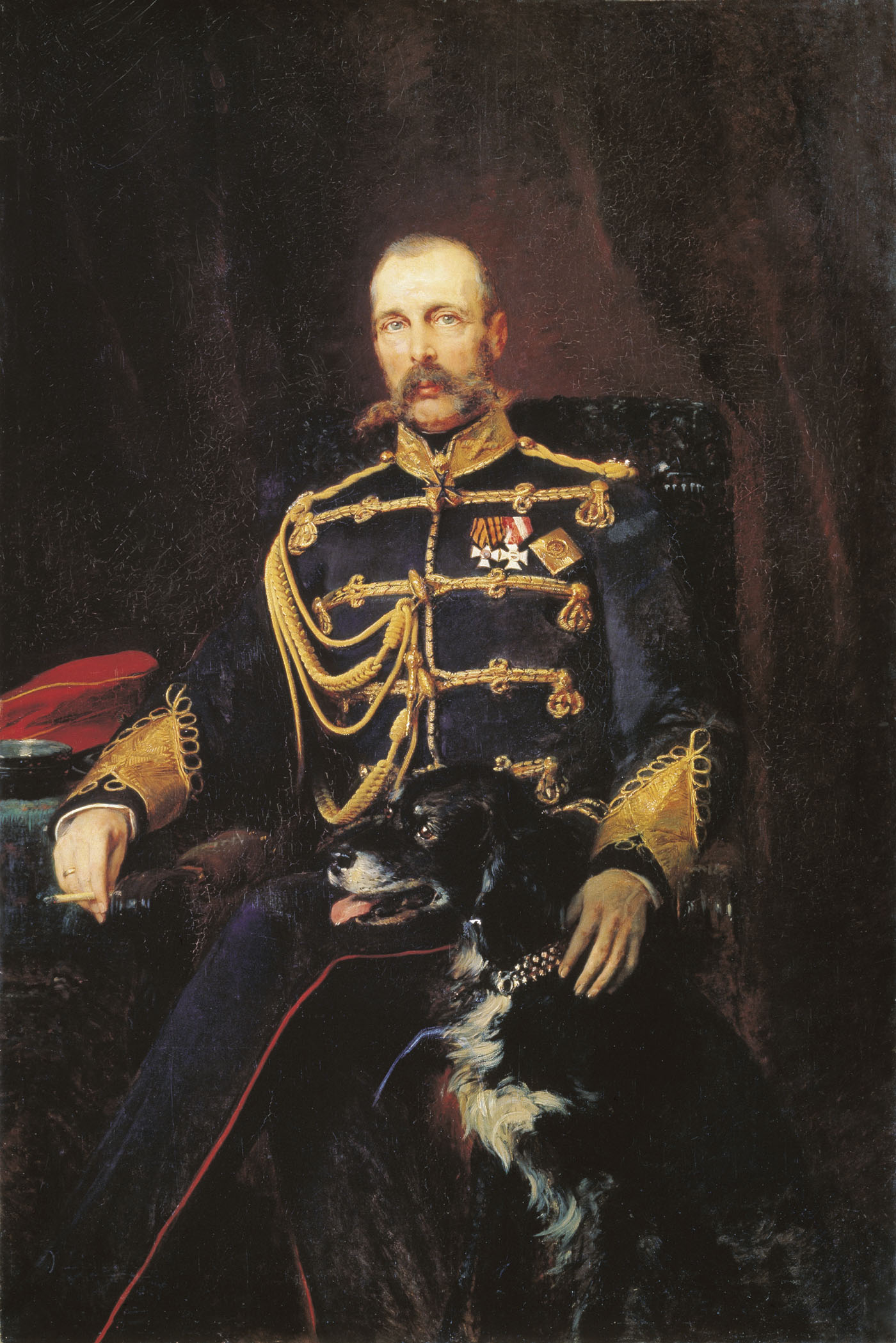
ألكسندر الثاني (1881)
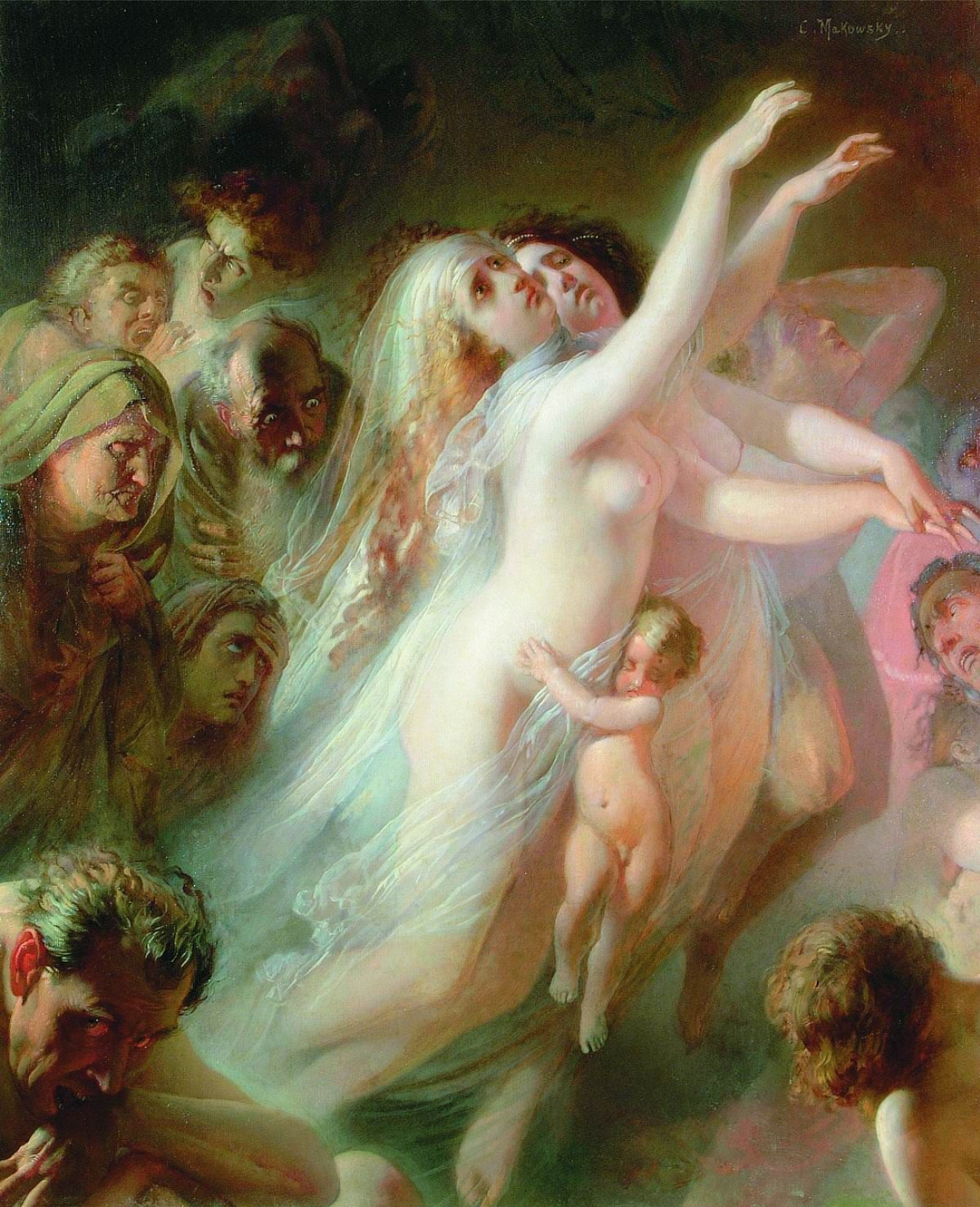
خارون ينقل أرواح الموتى عبر النهر السادس (1861)
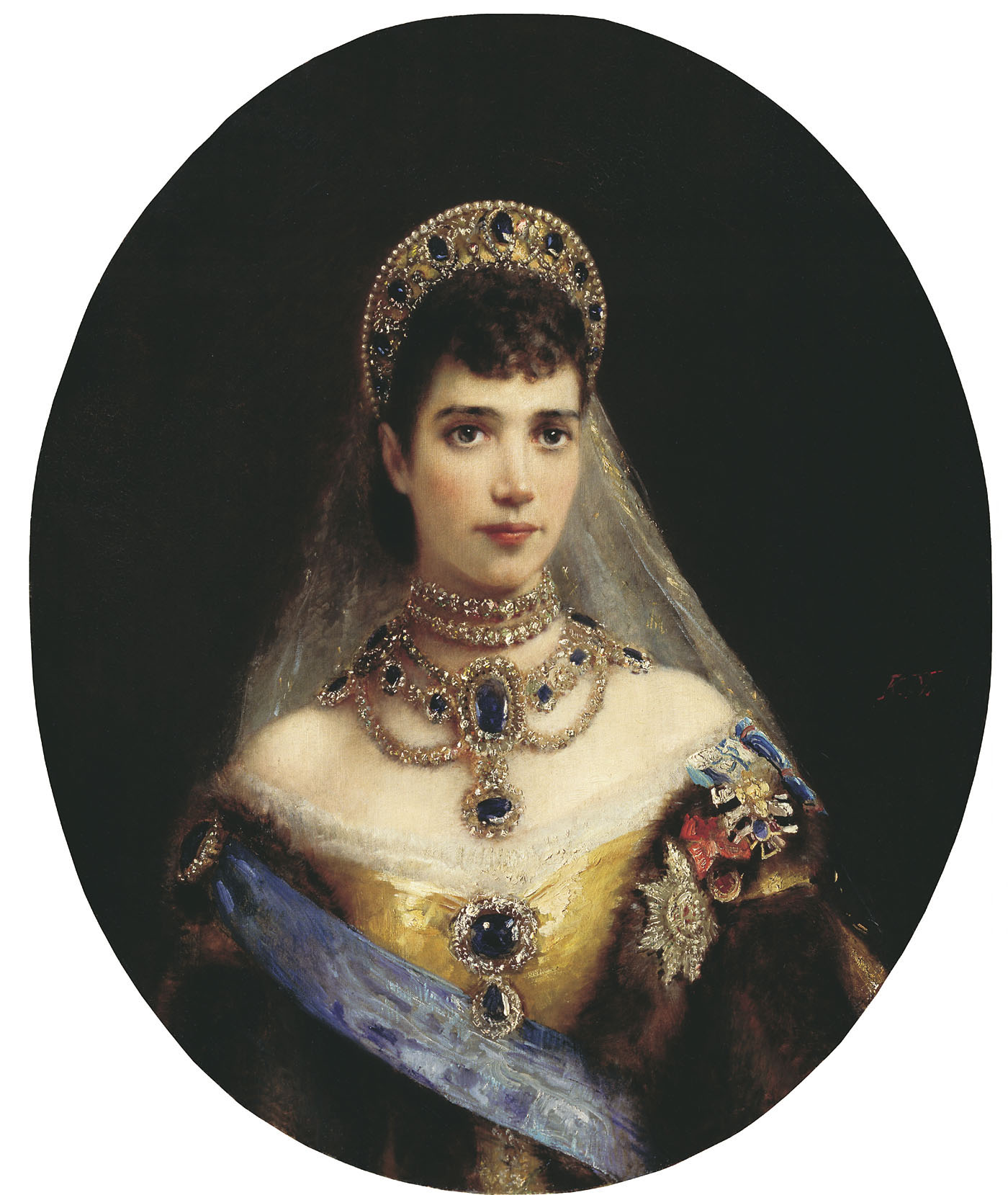
بورتريه للإمبراطورة ماريا فيودرفونا

## وصلات خارجية
- Biography on site Hrono.ru (بالروسية)
- Official site نسخة محفوظة 5 أكتوبر 2006 على موقع واي باك مشين. (بالروسية)